# 소울 하모니
소울 하모니는 대한민국의 2인조 혼성 음악 그룹이다. 2010년 싱글 앨범 [사랑한다면...]으로 정식 데뷔했다.

## 방송
- 히든싱어 1 (2012)
- 싱어게인2 (2022) - 곽동현

## 음반
- soul harmony (2003)
- 사랑한다면... (2010)
- Power Of Music (2012)

## 경력
- 서울특별시관광협회 홍보대사 (2013)
- 경기도 양평군 홍보대사 (2013)
- 진주경찰서 홍보대사 (2013)
- 강남경찰서 청소년문화발전위원회 홍보대사 (2013)